# Mesophractias falcatalis
Mesophractias falcatalis är en fjärilsart som beskrevs av George Francis Hampson 1894. Mesophractias falcatalis ingår i släktet Mesophractias och familjen nattflyn. Inga underarter finns listade i Catalogue of Life.